# TRHR
TRHR (англ. Thyrotropin releasing hormone receptor) – білок, який кодується однойменним геном, розташованим у людей на короткому плечі 8-ї хромосоми. Довжина поліпептидного ланцюга білка становить 398 амінокислот, а молекулярна маса — 45 085.
| 10         |  | 20         |  | 30         |  | 40         |  | 50         |
| ---------- |  | ---------- |  | ---------- |  | ---------- |  | ---------- |
| MENETVSELN |  | QTQLQPRAVV |  | ALEYQVVTIL |  | LVLIICGLGI |  | VGNIMVVLVV |
| MRTKHMRTPT |  | NCYLVSLAVA |  | DLMVLVAAGL |  | PNITDSIYGS |  | WVYGYVGCLC |
| ITYLQYLGIN |  | ASSCSITAFT |  | IERYIAICHP |  | IKAQFLCTFS |  | RAKKIIIFVW |
| AFTSLYCMLW |  | FFLLDLNIST |  | YKDAIVISCG |  | YKISRNYYSP |  | IYLMDFGVFY |
| VVPMILATVL |  | YGFIARILFL |  | NPIPSDPKEN |  | SKTWKNDSTH |  | QNTNLNVNTS |
| NRCFNSTVSS |  | RKQVTKMLAV |  | VVILFALLWM |  | PYRTLVVVNS |  | FLSSPFQENW |
| FLLFCRICIY |  | LNSAINPVIY |  | NLMSQKFRAA |  | FRKLCNCKQK |  | PTEKPANYSV |
| ALNYSVIKES |  | DHFSTELDDI |  | TVTDTYLSAT |  | KVSFDDTCLA |  | SEVSFSQS   |

A: Аланін

C: Цистеїн

D: Аспарагінова кислота

E: Глутамінова кислота

F: Фенілаланін

G: Гліцин

H: Гістидин

I: Ізолейцин

K: Лізин

L: Лейцин

M: Метіонін

N: Аспарагін

P: Пролін

Q: Глутамін

R: Аргінін

S: Серин

T: Треонін

V: Валін

W: Триптофан

Кодований геном білок за функціями належить до рецепторів, g-білокспряжених рецепторів, білків внутрішньоклітинного сигналінгу. 
Локалізований у клітинній мембрані, мембрані.